# Tomás de Iriarte
Tomás de Iriarte (Puerto de la Cruz, Tenerife, 18 de Setembro de 1750 — Madrid, 17 de Setembro de 1791), foi um escritor e crítico de música espanhol. Tomás de Iriarte era sobrinho do escritor Juan de Iriarte.

## Vida
Tomás nasceu na família Iriarte, muitos dos quais eram escritores da tradição humanista. Seu pai era Don Bernardo de Iriarte, enquanto sua mãe era Doña Bárbara de las Nieves Hernández de Oropesa. Seu irmão era Bernardo de Iriarte.
Recebeu sua educação literária em Madri, onde foi aos 14 anos em 1764 aos cuidados de seu tio, Juan de Iriarte (Puerto de la Cruz, 1701 - Madri 1771), bibliotecário do rei da Espanha. Aos dezoito anos, o sobrinho iniciou a carreira literária traduzindo peças francesas para o teatro real e, em 1770, sob o anagrama de Tirso Imarete, publicou uma comédia original intitulada Hacer que hacemos.
No ano seguinte, tornou-se tradutor oficial no Ministério das Relações Exteriores e, em 1776, guardião dos registros no departamento de guerra. Em 1780 escreveu um poema didáctico em cilvas intitulado La Música, que atraiu alguma atenção tanto em Itália como em casa.
As Fábulas literarias (1782), às quais seu nome está mais intimamente associado, são compostas em uma grande variedade de metros, e eram conhecidas por ataques humorísticos aos homens e métodos literários.
Nos últimos anos, em parte por causa das Fábulas, Iriarte foi absorvido por controvérsias pessoais e, em 1786, foi denunciado à Inquisição por suas simpatias para com os filósofos franceses.
Ele morreu de gota em Madrid, em 17 de setembro de 1791, com apenas 41 anos.
É o tema de uma monografia exaustiva (1897) de Emilio Cotarelo y Mori, (Vegadeo, 1 de maio de 1857 - Madrid, 27 de janeiro de 1936), membro da Real Academia Espanhola, naquele ano.

## Obras
- Fábulas literárias (1782)[1]
- La música[1]